# 里亚莱卡雷基奥河

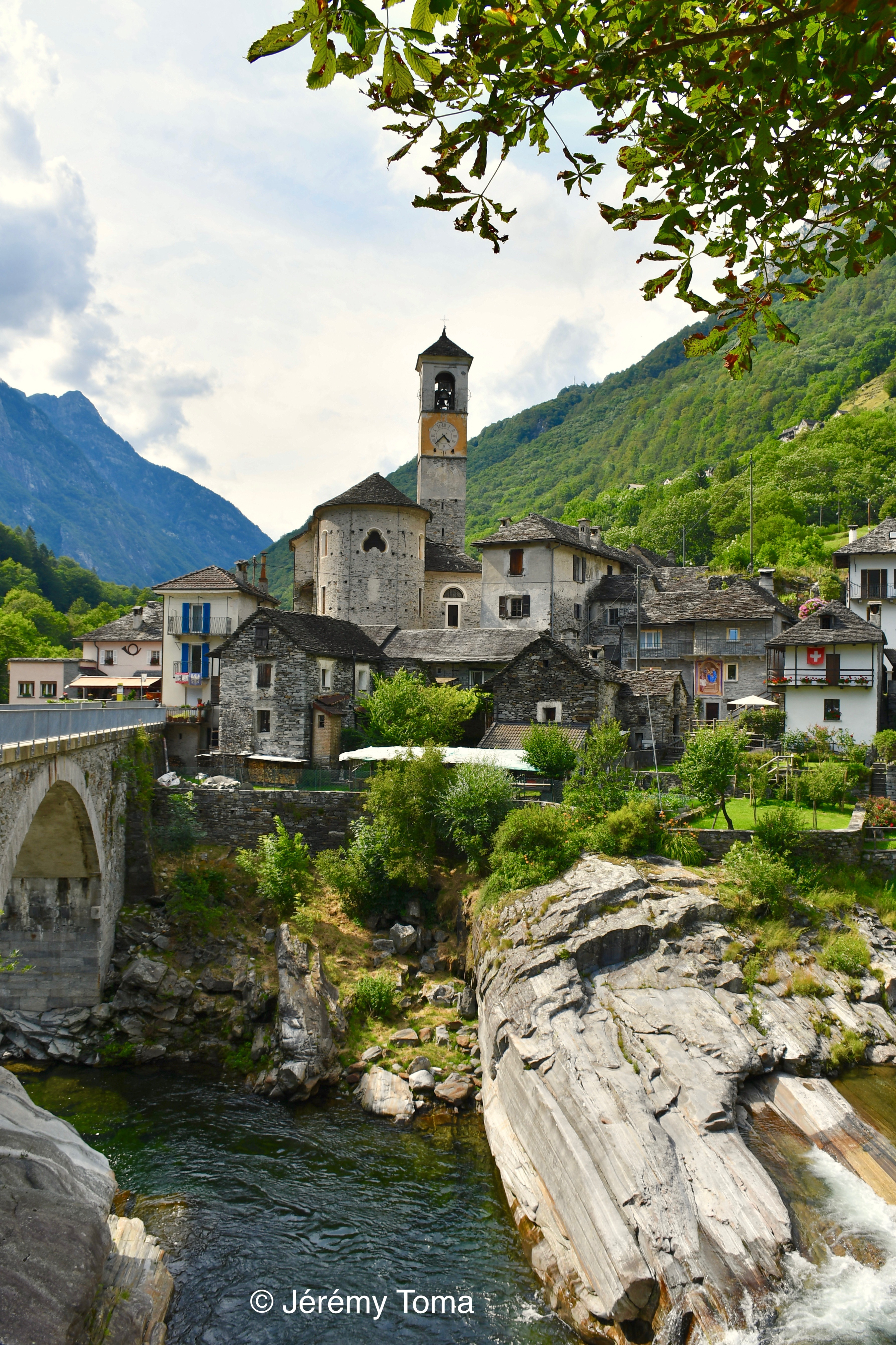

46°15′27″N 8°50′21″E / 46.25745°N 8.83904°E
里亞萊卡雷基奧河（義大利語：Riale Carecchio）是瑞士的河流，位於該國南部，流經提契諾州，屬於韦尔扎斯卡河的左支流，河道全長7.6公里，流域面積44.5平方公里，河口處在拉韋爾泰佐。